# Hugh Attwooll
Hugh Attwooll (1907-1997) est un producteur britannique ayant travaillé pour les studios Disney.

## Biographie
La seconde présence du Studio Disney au Royaume-Uni se fait dans les années 1960 aux Pinewood Studios sous la direction de Hugh Attwooll mais dans le petit groupe d'employés aucun n'était sous contrat avec Disney alors que tous travaillaient presque exclusivement sur des projets Disney.
En 2002, il a été nommé Disney Legends avec d'autres personnalités européennes du studio, par une sculpture et plaque devant le parc Walt Disney Studios.

## Filmographie

### Cinéma
- 1961 : Bobby des Greyfriars
- 1962 : Les Enfants du capitaine Grant
- 1963 : Le Justicier aux deux visages
- 1964 : Les Trois Vies de Thomasina
- 1964 : La Baie aux émeraudes
- 1966 : Le Prince Donegal
- 1967 : Le Plus Heureux des milliardaires
- 1968 : Trio d'escrocs
- 1979 : Un cosmonaute chez le roi Arthur
- 1980 : Les Yeux de la forêt

### Télévision
- 1961 : The Horsemasters (téléfilm)
- 1962 : Le Prince et le Pauvre (téléfilm)
- 1963 : L'Affaire du cheval sans tête (téléfilm)
- 1964 : L'Épouvantail (3 épisodes)
- 1950 : The Legend of Young Dick Turpin (téléfilm)